# Via Laurentina
Виа Лаурентина (на латински: Via Laurentina) е древен римски път в Лацио, Италия. Започва южно от град Рим от Порта Ардеатина (Porta Ardeatina) на Аврелианската стена и води до град Лаурентум на Тиренско море, югоизточно от Остия Антика и Лавиниум.
На Виа Лаурентина се намира Цистерцианския манастир Три фонтана (Tre Fontane), къдетро през 67 година е обезглавен Свети апостол Павел.
Близо до пътя се намира град Помеция и останки от гробище от 2 век.